# Творчество (журнал)
«Тво́рчество» — ежемесячный журнал, специализировавшийся на вопросах теории и критики изобразительного искусства. Печатный орган Союза художников СССР.

## История
Начал издаваться в 1940-е годы (ответственный редактор А. И. Замошкин); в 1946 году вышло только три номера. Издание возобновлено в 1957 году (в год создания СХ СССР). Выпускался издательством «Советский художник» до 1992 года. Журнал был закрыт в связи с распадом СССР и переделом собственности. В 1994 году Международный художественный фонд предпринял попытку возобновить выпуск журнала.

## Периодичность и рубрики
Выпускалось 12 номеров журнала в год. Каждый номер содержал 32 страницы с чёрно-белыми и цветными иллюстрациями. Формат страницы — 34×22,5 см.

Журнал имел несколько постоянных разделов:
- Выставки
- В мастерских
- Художественная жизнь
- За рубежом
- Диалоги
- История остаётся с нами
- Новые книги
- Наши публикации